# یوزپلنگانی که با من دویده‌اند
یوزپلنگانی که با من دویده‌اند کتابی حاوی ده داستان کوتاه از بیژن نجدی است. نام کتاب طبق مطلب مندرج در کتاب از وصیت شاعرانه او گرفته شده‌است. این یگانه کتابِ نجدی است که در زمانِ زندگیش منتشر شد.
این مجموعه داستان توسط محمدرضا دمابی در سال ۱۳۸۹ به زبان انگلیسی ترجمه و در ماهنامه ادبی نوشتا شماره شانزدهم به چاپ رسیده‌است.

## سبک داستان‌های این کتاب
بیژن نجدی نویسنده‌ای با ذوق ادبی است که داستان‌هایش در سبک‌های واقع‌گرایی و فراواقع‌گرایی است. وی از پیشگامان داستان‌نویسی پست مدرن در ایران به‌شمار می‌آید. نشانه‌های سبک واقعیت‌گرایی در بخش‌های مختلف برخی از این داستان‌ها از زندگی ملموس شخصیت‌ها و نشانه‌های سبک فراواقعیت گرایی در تعداد دیگری از داستان‌ها از هم ذات پنداری با اشیای بیجان است که به‌طور بارز به ذهن خواننده کتاب منعکس می‌شود. بیژن نجدی از قریحه شاعری خود در متن داستان‌ها بهره برده و استعارهها و تشبیههای فراوانی در متن کتاب موجود است.

### نمونهاستعارههاوتشبیههادر کتاب یوزپلنگانی که با من دویده‌اند[۱]
- گریه مثل کلید دهان ماهرخ را باز کرده بود. (یوزپلنگانی که با من دویده‌اند / خاطرات پاره‌پاره دیروز)
- دهانش مثل ماهی تازه صید شده باز و بسته می‌شد. (یوزپلنگانی که… / استخری پر از کابوس)
- مه غلیظ دهکده طاهر را توی مشتش گرفته بود. (یوزپلنگانی … / سه‌شنبهٔ خیس)
- یک دایره زرد پای فانوس در حیاط نشسته بود. (یوزپلنگانی… / شب سهراب‌کشان)
- پاییز خودش را به آبی چتر می‌زد. (یوزپلنگانی… / سه شنبهٔ خیس)
- گلوی مرتضی مثل کاغذ سمباده شده بود. (یوزپلنگانی … که با من دویده‌اند / استخری پر از کابوس)
- پشت پنجره‌ها پرده‌ای از گرمای بخاری آویزان بود. (یوزپلنگانی… / سه شنبهٔ خیس)
- زمستان سفیدی آن‌طرف پنجره سرمای سفیدش را راه می‌برد. (یوزپلنگانی… / سپرده به زمین)
- مادر مرتضی صدای اذانی را که از مسجد می‌آمد به مرتضی نشان داد. (یوزپلنگانی… / شب سهراب کشان)
- تاریکی شب روی تاریکی‌های چاه ریخته می‌شد. (یوزپلنگانی… / شب سهراب کشان)
- آسیه به دیواری پر از باران تکیه داده بود. (یوزپلنگانی… / روز اسبریزی)

## جوایز
این مجموعه داستان در سال ۱۳۷۴ جایزه قلم زرین جایزه گردون را به خود اختصاص داد.